# 薩伏依的瑪麗亞·皮婭公主
薩伏依的瑪麗亞·皮婭（義大利語：Maria Pia di Savoia，1847年10月16日—1911年7月5日）是葡萄牙王后和意大利公主。她的丈夫是葡萄牙国王路易斯一世。
瑪麗亞·皮婭是奥地利女大公阿德莱德和意大利国王维托里奥·埃马努埃莱二世的女儿。1862年，十四岁的她在里斯本圣多明我堂和路易斯一世结婚。婚后她生有两名儿子。在她的孙子曼努埃尔二世在1910年10月5日革命中被推翻後，瑪麗亞·皮婭回到意大利直至去世。